# Мариана Жикич
Мариана Николова Жикич е българска актриса.

## Биография
Завършва актьорско майсторство за драматичен театър в НАТФИЗ „Кръстьо Сарафов“ в класа на проф. Елена Баева през 1993 г.
Играе в Общински театър „Възраждане“.
Носителка на национални награди.

## Актьорска кариера

### Театрални роли
- „При закрити врати“ (Жан-Пол Сартр)
- „Три сестри“ (А. П. Чехов) (2023)
- „Нощта на игуаната“ (Тенеси Уйлямс) (2021)
- „Рогоносци“ (Молиер) (2021)
- „Лабиринт“ (Даниел Кийс) (2020)
- „Защото на мама така и харесва“ (Жолт Пожгаи) (2019)
- „За едно явление от електричеството“ (А. П. Чехов) (2019)
- „Синбад и съкровището на седемте кралства“ (Христо Станчев) (2016)
- „Джуджето Дългоноско“ (Юрий Дачев) (2013)
- „Ало, ало!“ (Джеръми Лойд и Дейвид Крофт) (2010)
- „Отблизо“ (Патрик Марбър)
- „Последната тайна на Фреди Меркюри“ (Ирина Гигова)
- „Червената шапчица“ (Кева Апостолова)
- „Бабината питка“ (Васил Мирчовски)
- „Въздушната принцеса“ (Джордж Макдоналд)
- „Снежанка и седемте джуджета“ (Христо Станчев)
- Лолита в „Лолита“ от Владимир Набоков,
- Мила във „В полите на Витоша“ от П. К. Яворов,
- Дъщерята в „Стела“ от Гьоте,
- Маникюристката в „Морската болест“ от Ст. Л. Костов,
- Лелята в „Не те познавам вече“ от Алдо де Бенедети,
- Пам в „Съвсем между нас“ от Алън Ейкбърн,
- Моли в „Капан за мишки“ от Агата Кристи,
- Дора в „Сексуалните неврози на нашите родители“ от Лукас Берфус,
- Дъщерята в „Бащата“ от Аугуст Стриндберг,
- Олуен в „Опасен завой“ от Джон Пристли,
- Гител в „Двама на люлката“ от Уилям Гибсън,
- Морийн в „Кралицата на красотата на малкия град“ от Мартин Макдона,
- Ана в „Отблизо“ от Патрик Марбър, и др.

### Кино и телевизионни роли
- „Здравей, бабо!“ (1991) - внучката Дина
- Яна, Дъщерята, Майката („Жребият“ – 1992)
- манекенката Вероника („Големите игри“ – 1999, 10 серии)
- „Една калория нежност“ – 2002
- „Ваканцията на Лили“ – 2006, реж. Иванка Гръбчева
- Журналистката („Опашката на дявола“ – 2001, реж. Димитър Петков) и др.
- Смисълът на живота (2004)
- „Ваканцията на Лили“ (2007), (6 серии) - Фани
- Юлия Недева (Джулс); най-добра приятелка на Ива – „Къде е Маги“ (тв сериал, 2012)
- майката на Биляна – „Дъвка за балончета“ (2017)